# Црква Рођења Пресвете Богородице у Љубињу
Црква Рођења Пресвете Богородице је храм Српске православне цркве који се налази у Љубињу  у Републици Српској, БиХ и припада Епархији захумско-херцеговачкој и приморској. Године 2005. проглашена је националним спомеником Босне и Херцеговине од стране Комисије за очување споменика.
Поред цркве, национални споменик чини и њено покретно наслеђе, односно литија икона и јеванђеље из 1789. године, као и средњовековне некрополе стећака са споменицима. Један део наслеђа чини и Служабник штампан у Венецији 1580. године, а налази се у овој цркви.

## Локација
Црква је стационирана у Љубињу, у непосредној близини магистралног пута који од Мостара преко  Љубиња води до Дубровника. Сама црква смештена је средишту некадашње некрополе стећака, а у њеној непосредној близини налази се гробница цивилним жртвама фашистичког терора.

## Историјат
Црква је саграђена 1867. године, о чему сведочи натпис у унутрашњем делу храма. Након археолошких ископавања у унутрашњости цркве, закључено је да је у њој присутан археолошки локалитет. Пронађени су римски гробови из периода римске владавине на овом подручју. Пронађена је и гробница озидана на свод, која се везује за ранохришћански период између 4. и 6. века и улазе у архитектонски склоп ранохришћанских базилика.
На основу истраживања закључило се да се на месту данашње цркве налазила старија средњовековна црква, која је обухватала гробницу и свод. Такође, из рановизантијског периода пронађен је стуб олтарске преграде и керамика.
Средњовековна црква је изграђена најраније у 12. веку, током владавине Немањића, о чему сведочи гроб нађен унутар цркве, на којем се налазе минђуше с једном јагодом. Црква је обнављана крајем 14. и почетком 15. века, тада и омалтерисана, а сахрањивање је вршено с њене јужне стране. Сахрањивање је трајало још од римског периода, све до данас, јер се на овом месту налази православно гробље. Укупно је истражено 30 гробова.
Након изградње нове цркве, она је неколико пута реконструисана, два пута је подизан ниво пода цркве, а са спољашњих зидова уклоњен је малтер. Од јула до октобра 2014. године вршена су археолошка истраживања у оквиру цркве, у организацији Музеја Херцеговине Требиње и Републичког завода за заштиту културно-историјског наслеђа из Бање Луке.